# University for Development Studies
De University for Development Studies (letterlijk: Universiteit voor Ontwikkelingsstudies, afgekort: UDS) is een instelling voor hoger onderwijs in Ghana. De hoofdcampus bevindt zich in Tamale, in de regio Northern. De universiteit begon in 1992 en bedient met name de drie noordelijke regio's van het land: Northern, Upper East en Upper West, waar het de ontwikkeling probeert te stimuleren. De studies die worden aangeboden, hebben met name te maken met de exacte wetenschap, landbouw en biologie. Op dit moment is de positie van rector vacant, maar de universiteit staat onder de dagelijkse leiding van vice-rector Prof. Haruna Yakubu. De Raad van Bestuur wordt geleid door Dr. A. B. Salifu.
De universiteit komt voor in de rankings als de nummer 7 universiteit van Ghana, nummer 215 van Afrika en nummer 10.081 van de wereld, en is lid van de Vereniging van Universiteiten van het Gemenebest en de Vereniging van Afrikaanse Universiteiten.

## Geschiedenis
In 1992 werd de University for Development Studies opgericht om de ontwikkeling van de noordelijkste regio's van Ghana, de armste van het land, te stimuleren. Dit gebeurde door een verbinding te maken tussen de academische wereld en de bevolking van die regio's zodat er een constructieve en betekenisvolle interactie zou ontstaan. Dit zou de regio's ten goede komen. In september 1993 startte 39 studenten aan de Faculteit Landbouwkunde in Nyankpala.

## Campussen
De universiteit bestaat uit in totaal vijf campussen, verdeeld over de hele noordelijke helft van Ghana. Deze bevinden zich in:
- Tamale, regio Northern - Hoofdcampus van de universiteit
- Nyankpala, regio Northern
- Navrongo, regio Upper East
- Wa, regio Upper West
- Kintampo, regio Brong-Ahafo

## Organisatie
De universiteit bestaat uit een aantal faculteiten en schools:
- Faculteit Landbouwmanagement en -planning in Wa
- Faculteit Landbouwwetenschappen in Nyankpala
- Faculteit Paramedische Wetenschappen
- Faculteit Toegepaste Natuurwetenschappen in Navrongo
- Faculteit Wiskunde in Navrongo
- Faculteit Geïntegreerde Ontwikkeling in Wa
- Faculteit Tuinbouw
- Faculteit Hernieuwbare Natuurlijke Bronnen in Nyankpala
- Faculteit Landbouwbedrijfskunde en Communicatiewetenschappen in Nyankpala
- Faculteit Educatie in Tamale

- School voor Geneeskunde en Gezondheidswetenschappen in Tamale
- School voor Bedrijfskunde en Rechtsgeleerdheid